# Храми Білої Церкви

## Християнство

### Православ'я
| Назва                                             | Конфесія | Роки спорудження  | Розташування                                           | Фото | Короткі відомості                                                                     |
| ------------------------------------------------- | -------- | ----------------- | ------------------------------------------------------ | ---- | ------------------------------------------------------------------------------------- |
| Церква святого Георгія Побідоносця                | Не діє   | 2011 —            | Замкова гора                                           |      |                                                                                       |
| Каплиця Георгія Побідоносця                       | УПЦ МП   | 1996              | Бульвар Княгині Ольги                                  |      | Водночас і пам'ятник загиблим білоцерківцям у Радянсько-афганській війні (1979—1989). |
| Микільська церква                                 | Не діє   | початок XVIII ст. | Соборна площа                                          |      |                                                                                       |
| Спасо-Преображенський собор                       | ПЦУ      | в 1833-1839 рр.   | Соборна площа                                          |      | Кафедральний собор Білоцерківської єпархії                                            |
| Храм Ксенії Петербурзької                         | УПЦ МП   | 2010-ті рр.       | Вулиця Івана Кожедуба                                  |      |                                                                                       |
| Храм святого великомученика Пантелеймона Цілителя | ПЦУ      | 2010-ті рр.       | Вулиця Карбишева                                       |      |                                                                                       |
| Церква Марії Магдалини                            | УПЦ МП   | 1843              | Вулиця Шкільна,11                                      |      |                                                                                       |
| Храм преподобного Іллі Муромця                    | УПЦ МП   | 2010              | Олександрійський бульвар, 109                          |      |                                                                                       |
| Храм святого праведника Петра Калнишевського      | УПЦ КП   | 2015-2016         | вул.Григорія Ковбасюка, межа Лікарні №1 і парку Слави. |      |                                                                                       |
| Храм Покрови Пресвятої Богородиці                 | ПЦУ      |                   |                                                        |      |                                                                                       |